# Zane Holtz
Zane-Ray Brodie Holtz ( * 18. ledna 1987 Vancouver, Britská Kolumbie) je kanadský herec. Proslavil se rolemi v seriálech Make It or Break It (2010–2012), Od soumraku do úsvitu (2014–2016) a Katy Keene (2020).

## Filmografie

### Film
| Rok  | Název                           | Role                   | Poznámky            |
| ---- | ------------------------------- | ---------------------- | ------------------- |
| 2003 | Díry                            | Louis / Barf Bag       |                     |
| 2007 | Smoke                           | Syn                    | krátkometrážní film |
| 2008 | Jack N Jill                     | Dexter                 | krátkometrážní film |
| 2010 | Percy Jackson: Zloděj blesku    |                        |                     |
| 2010 | Tupíři                          | Alexi                  |                     |
| 2012 | Charlieho malá tajemství        | Chris                  |                     |
| 2013 | Nadějná Grace                   | Jay Grayson            |                     |
| 2013 | Jodi Arias: Dirty Little Secret | Nick                   | TV film             |
| 2013 | Heartburn                       | Lance Corp. Flea Jones | krátkometrážní film |
| 2015 | 7 minut                         | Owen                   |                     |
| 2015 | The Curse of Downers Grove      | Muž                    |                     |
| 2015 | Battle Scars                    | Luke Stephens          |                     |
| 2015 | Wind Walkers                    | Sean Kotz              |                     |
| 2016 | Kadence                         | Gideon                 | krátkometrážní film |
| 2016 | Girl in the Box                 | Cameron                | TV film             |
| 2017 | Searchers                       | Cooper                 | TV film             |
| 2018 | Útok z hlubin                   | Paul Martinelli        |                     |
| 2018 | Beyond the Night                | Ray Marrow             |                     |
| 2019 | Tempting Fate                   | Matt                   | TV film             |

### Televize
| Rok       | Názv                       | Role                              | Poznámky |
| --------- | -------------------------- | --------------------------------- | --- |
| 2001      | Kriminálka Las Vegas       | Dylan Buckley                     | díl: „Šok“                                                                                                   |
| 2002      | Soudkyně Amy               | Jimmy Secor                       | díl: „Every Stranger's Face I See“                                                                           |
| 2006      | Amerika hledá topmodelku   | Sám sebe                          | díl: „The Girl Who Kissed a Male Model“                                                                      |
| 2009      | Havárie                    | Paul                              | díl: „No Matter What You Do“                                                                                 |
| 2009      | Odložené případy           | Herbert 'Wolf' James '44          | díl: „Ženy na křídlech“                                                                                      |
| 2010      | Kriminálka Miami           | Brady Jensen                      | díl: „Náhlá smrt“                                                                                            |
| 2010–2012 | Make It or Break It        | Austin Tucker                     | 18 dílů |
| 2012      | Workoholics                | Lance                             | díl: „Flashback in the Day“                                                                                  |
| 2013      | Námořní vyšetřovací služba | důstojník třetí třídy Kevin Wyeth | díl: „Bouře“                                                                                                 |
| 2014–2016 | Od soumraku do úsvitu      | Richie Gecko                      | hlavní role nominace – Fangoria Chainsaw Award v kategorii nejlepší seriálový herecký výkon ve vedlejší roli |
| 2014      | Matador                    | Sám sebe                          | díl: „Quid Go Pro“                                                                                           |
| 2017      | Bílá sláva                 | Chris                             | díl: „Heat“                                                                                                  |
| 2020      | Katy Keene                 | Ko Kelly                          | hlavní role, 13 dílů                                                                                         |

### Hudební videa
| Rok  | Název       | Umělec      |
| ---- | ----------- | ----------- |
| 2015 | „Confident“ | Demi Lovato |

### Web
| Rok  | Název       | Role       | Poznámky                |
| ---- | ----------- | ---------- | ----------------------- |
| 2012 | BlackBox Tv | Rob Turner | díl: „AEZP: The Hollow“ |